# 永井直哉

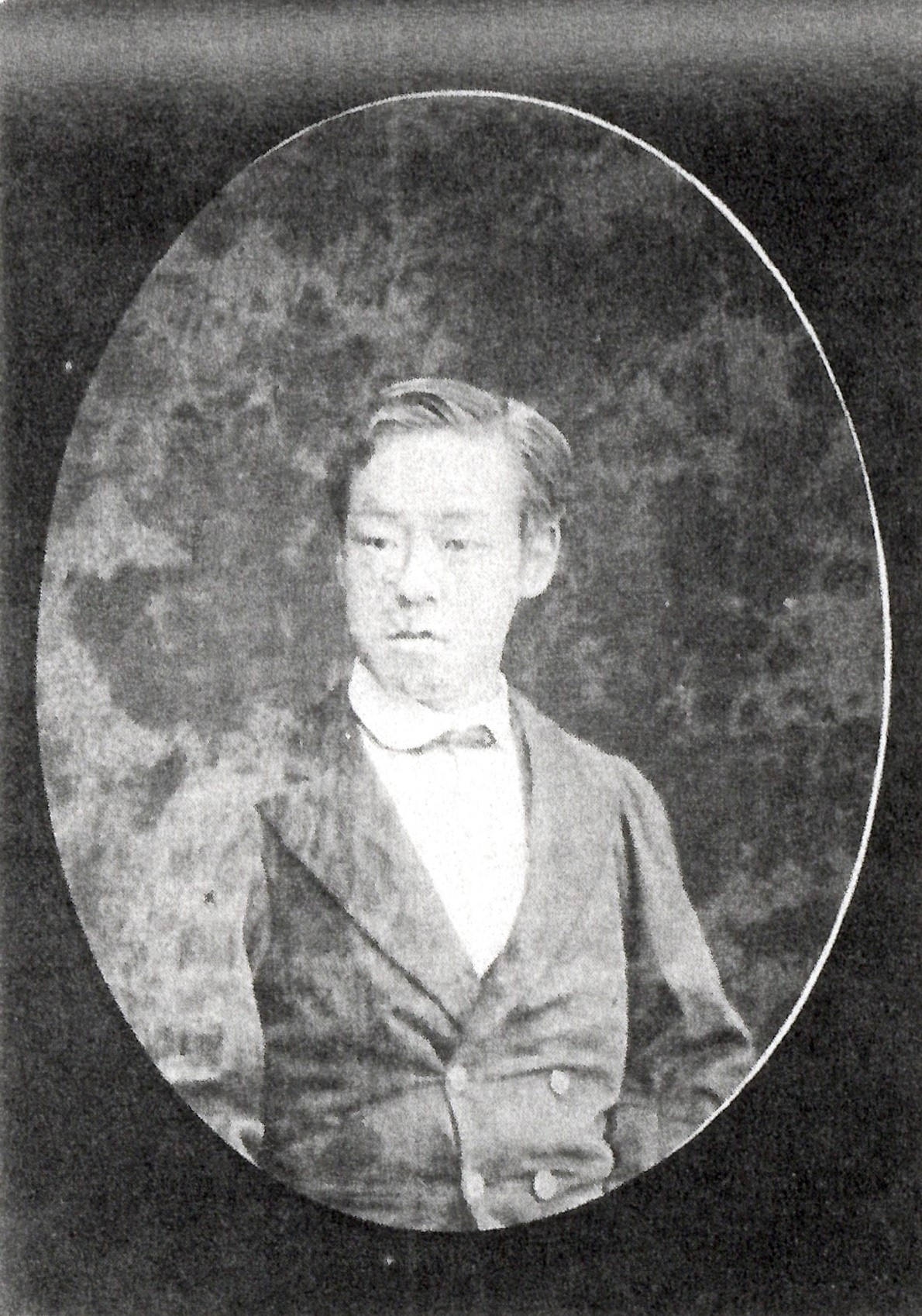
永井直哉

永井 直哉（ながい なおや〈なおちか〉、嘉永3年9月4日（1850年10月9日） - 明治45年（1912年）1月11日）は、大和櫛羅藩の第2代藩主。永井家宗家13代当主。子爵。
下総高岡藩主井上正瀧の五男。正室は飛鳥井雅典の娘・芳子。子は房子（長女）、直厚（次男）、千鶴雄、貞子（秋山定輔室、次女）、誠など。官位は従五位下、信濃守。幼名は伝八郎。慶応元年（1865年）10月、先代の永井直壮が死去した際、その養嗣子として跡を継いだ。同年12月19日、大坂加番を命じられる。慶応2年、従五位下信濃守に叙任する。慶応4年（1868年）1月19日、上洛する。明治2年（1869年）6月24日、版籍奉還により藩知事となる。明治4年（1871年）の廃藩置県により免官された。1884年（明治17年）7月8日、子爵を叙爵した。明治45年（1912年）1月11日、63歳で死去した。墓所は中野区功運寺。

## 系譜
尾張徳川家初代徳川義直の男系子孫にあたる。
- 徳川義直―光友―松平友著―徳川宗勝―竹腰勝起―井上正紀―正瀧―永井直哉